# Grand Prix Formule 1 van Duitsland 2014
De Grand Prix Formule 1 van Duitsland 2014 werd gehouden op 20 juli 2014 op de Hockenheimring. Het was de tiende race van het kampioenschap.

## Wedstrijdverslag

### Achtergrond

#### DRS-systeem
Voor het DRS-systeem worden, in tegenstelling tot de vorige race op dit circuit in 2012, twee detectiepunten gebruikt voor twee DRS-zones. Het eerste detectiepunt ligt vlak voor bocht 1 (de Nordkurve), waarna het systeem gebruikt mag worden op het rechte stuk tussen de bocht 1 en 2. Het tweede detectiepunt ligt in bocht 4, waarna in de Parabolika het systeem gebruikt mag worden. Als een coureur bij deze detectiepunten binnen een seconde achter een andere coureur rijdt, mag hij zijn achtervleugel open zetten.

### Kwalificatie
Nico Rosberg zette zijn Mercedes op pole voor zijn thuisrace, voor het Williams-duo Valtteri Bottas en Felipe Massa. Kevin Magnussen eindigde voor McLaren als vierde in de kwalificatie, voor het Red Bull-duo Daniel Ricciardo en Sebastian Vettel. Fernando Alonso kwalificeerde zich in zijn Ferrari op de zevende plaats met de Toro Rosso van Daniil Kvjat achter zich op plaats acht. De top 10 werd afgesloten door de Force India's van Nico Hülkenberg en Sergio Pérez.
Sauber-coureur Esteban Gutiérrez viel in de negende ronde van de vorige race uit na een touché met de Lotus van Pastor Maldonado, waarbij Maldonado gelanceerd werd. Gutiérrez kreeg hiervoor drie startplaatsen straf voor deze race.
De andere Mercedes-coureur, Lewis Hamilton, crashte in Q1 met nog zeven minuten te gaan vanwege een probleem met zijn remmen, waardoor hij een rode vlag veroorzaakte. Hij moest de race oorspronkelijk vanaf plaats 15 aanvangen, maar nadat zijn versnellingsbak werd vervangen, kreeg hij nog vijf plaatsen straf op de grid.
Tevens kreeg Caterham-coureur Marcus Ericsson straf vanwege het overtreden van de parc fermé-regels. Omdat zijn auto te laat verzegeld was in het parc fermé, moest hij vanuit de pitstraat starten en kreeg hij een stop-and-go-penalty van tien seconden, die hij in de eerste drie ronden moest inlossen.

### Race
Na een crash in de eerste ronde waarbij Felipe Massa op het dak van zijn auto schoof nadat hij Kevin Magnussen raakte, kon Nico Rosberg onbedreigd naar de zege rijden in zijn thuisrace. Valtteri Bottas wist na een gevecht met Lewis Hamilton in de laatste ronden nog net de tweede plaats vast te houden, waar Hamilton genoegen moest nemen met plaats drie. Sebastian Vettel eindigde als vierde, voor de vechtende Fernando Alonso en Daniel Ricciardo. Nico Hülkenberg wist als zevende te eindigen door de langzamere McLaren van Jenson Button, die achtste werd, in de laatste ronden in te halen. Kevin Magnussen eindigde ondanks zijn problemen in de eerste ronde als negende en het laatste punt ging naar Sergio Pérez.
Toro Rosso-coureur Jean-Éric Vergne heeft na afloop van de race een tijdstraf van vijf seconden en een strafpunt op zijn licentie gekregen nadat hij in een gevecht met de Lotus van Romain Grosjean van de baan raakte en daarbij voordeel had behaald. Deze tijdstraf had geen invloed op zijn positie in de uitslag van de race.

## Vrije trainingen
- Er wordt enkel de top 5 weergegeven.

| Vrije training 1 | Pos | No | Coureur          | Constructeur      | Tijd     |
| ---------------- | --- | -- | ---------------- | ----------------- | -------- |
| Vrije training 1 | 1   | 6  | Nico Rosberg     | Mercedes          | 1:19.131 |
| Vrije training 1 | 2   | 44 | Lewis Hamilton   | Mercedes          | 1:19.196 |
| Vrije training 1 | 3   | 14 | Fernando Alonso  | Ferrari           | 1:19.423 |
| Vrije training 1 | 4   | 3  | Daniel Ricciardo | Red Bull-Renault  | 1:19.697 |
| Vrije training 1 | 5   | 22 | Jenson Button    | McLaren-Mercedes  | 1:19.833 |
| Vrije training 2 | Pos | No | Coureur          | Constructeur      | Tijd     |
| Vrije training 2 | 1   | 44 | Lewis Hamilton   | Mercedes          | 1:18.341 |
| Vrije training 2 | 2   | 6  | Nico Rosberg     | Mercedes          | 1:18.365 |
| Vrije training 2 | 3   | 3  | Daniel Ricciardo | Red Bull-Renault  | 1:18.443 |
| Vrije training 2 | 4   | 7  | Kimi Räikkönen   | Ferrari           | 1:18.887 |
| Vrije training 2 | 5   | 20 | Kevin Magnussen  | McLaren-Mercedes  | 1:18.960 |
| Vrije training 3 | Pos | No | Coureur          | Constructeur      | Tijd     |
| Vrije training 3 | 1   | 6  | Nico Rosberg     | Mercedes          | 1:17.779 |
| Vrije training 3 | 2   | 44 | Lewis Hamilton   | Mercedes          | 1:18.380 |
| Vrije training 3 | 3   | 14 | Fernando Alonso  | Ferrari           | 1:18.384 |
| Vrije training 3 | 4   | 19 | Felipe Massa     | Williams-Mercedes | 1:18.575 |
| Vrije training 3 | 5   | 77 | Valtteri Bottas  | Williams-Mercedes | 1:18.611 |

Testcoureurs:

 Susie Wolff (Williams-Mercedes, P15)
 Giedo van der Garde (Sauber-Ferrari, P16)

## Kwalificatie
| Pos                 | No | Coureur           | Constructeur         | Q1        | Q2        | Q3       | Grid |
| ------------------- | -- | ----------------- | -------------------- | --------- | --------- | -------- | ---- |
| 1                   | 6  | Nico Rosberg      | Mercedes             | 1:17.631  | 1:17.109  | 1:16.540 | 1    |
| 2                   | 77 | Valtteri Bottas   | Williams-Mercedes    | 1:18.215  | 1:17.353  | 1:16.759 | 2    |
| 3                   | 19 | Felipe Massa      | Williams-Mercedes    | 1:18.381  | 1:17.370  | 1:17.078 | 3    |
| 4                   | 20 | Kevin Magnussen   | McLaren-Mercedes     | 1:18.260  | 1:17.788  | 1:17.214 | 4    |
| 5                   | 3  | Daniel Ricciardo  | Red Bull-Renault     | 1:18.117  | 1:17.855  | 1:17.273 | 5    |
| 6                   | 1  | Sebastian Vettel  | Red Bull-Renault     | 1:18.194  | 1:17.646  | 1:17.577 | 6    |
| 7                   | 14 | Fernando Alonso   | Ferrari              | 1:18.389  | 1:17.866  | 1:17.649 | 7    |
| 8                   | 26 | Daniil Kvjat      | Toro Rosso-Renault   | 1:18.530  | 1:18.103  | 1:17.965 | 8    |
| 9                   | 27 | Nico Hülkenberg   | Force India-Mercedes | 1:18.927  | 1:18.017  | 1:18.014 | 9    |
| 10                  | 11 | Sergio Pérez      | Force India-Mercedes | 1:18.916  | 1:18.161  | 1:18.035 | 10   |
| 11                  | 22 | Jenson Button     | McLaren-Mercedes     | 1:18.425  | 1:18.193  |          | 11   |
| 12                  | 7  | Kimi Räikkönen    | Ferrari              | 1:18.534  | 1:18.273  |          | 12   |
| 13                  | 25 | Jean-Éric Vergne  | Toro Rosso-Renault   | 1:18.496  | 1:18.285  |          | 13   |
| 14                  | 21 | Esteban Gutiérrez | Sauber-Ferrari       | 1:18.739  | 1:18.787  |          | 16   |
| 15                  | 8  | Romain Grosjean   | Lotus-Renault        | 1:18.894  | 1:18.983  |          | 14   |
| 16                  | 44 | Lewis Hamilton    | Mercedes             | 1:18.683  | geen tijd |          | 20   |
| 17                  | 99 | Adrian Sutil      | Sauber-Ferrari       | 1:19.142  |           |          | 15   |
| 18                  | 17 | Jules Bianchi     | Marussia-Ferrari     | 1:19.676  |           |          | 17   |
| 19                  | 13 | Pastor Maldonado  | Lotus-Renault        | 1:20.195  |           |          | 18   |
| 20                  | 10 | Kamui Kobayashi   | Caterham-Renault     | 1:20.408  |           |          | 19   |
| 21                  | 4  | Max Chilton       | Marussia-Ferrari     | 1:20.489  |           |          | 21   |
| 107% tijd: 1:23.065 |    |                   |                      |           |           |          |      |
| 22                  | 9  | Marcus Ericsson   | Caterham-Renault     | geen tijd |           |          | Pit  |

## Race
| Pos | No | Coureur           | Constructeur         | Rondes | Tijd/Oorzaak uitval | Grid | Punten |
| --- | -- | ----------------- | -------------------- | ------ | ------------------- | ---- | ------ |
| 1   | 6  | Nico Rosberg      | Mercedes             | 67     | 1:33:42.914         | 1    | 25     |
| 2   | 77 | Valtteri Bottas   | Williams-Mercedes    | 67     | +20.789             | 2    | 18     |
| 3   | 44 | Lewis Hamilton    | Mercedes             | 67     | +22.530             | 20   | 15     |
| 4   | 1  | Sebastian Vettel  | Red Bull-Renault     | 67     | +44.014             | 6    | 12     |
| 5   | 14 | Fernando Alonso   | Ferrari              | 67     | +52.467             | 7    | 10     |
| 6   | 3  | Daniel Ricciardo  | Red Bull-Renault     | 67     | +52.549             | 5    | 8      |
| 7   | 27 | Nico Hülkenberg   | Force India-Mercedes | 67     | +1:02.178           | 9    | 6      |
| 8   | 22 | Jenson Button     | McLaren-Mercedes     | 67     | +1:24.711           | 11   | 4      |
| 9   | 20 | Kevin Magnussen   | McLaren-Mercedes     | 66     | +1 ronde            | 4    | 2      |
| 10  | 11 | Sergio Pérez      | Force India-Mercedes | 66     | +1 ronde            | 10   | 1      |
| 11  | 7  | Kimi Räikkönen    | Ferrari              | 66     | +1 ronde            | 12   |        |
| 12  | 13 | Pastor Maldonado  | Lotus-Renault        | 66     | +1 ronde            | 18   |        |
| 13  | 25 | Jean-Éric Vergne  | Toro Rosso-Renault   | 66     | +1 ronde            | 13   |        |
| 14  | 21 | Esteban Gutiérrez | Sauber-Ferrari       | 66     | +1 ronde            | 16   |        |
| 15  | 17 | Jules Bianchi     | Marussia-Ferrari     | 66     | +1 ronde            | 17   |        |
| 16  | 10 | Kamui Kobayashi   | Caterham-Renault     | 65     | +2 ronden           | 19   |        |
| 17  | 4  | Max Chilton       | Marussia-Ferrari     | 65     | +2 ronden           | 21   |        |
| 18  | 9  | Marcus Ericsson   | Caterham-Renault     | 65     | +2 ronden           | Pit  |        |
| DNF | 99 | Adrian Sutil      | Sauber-Ferrari       | 49     | Spin                | 15   |        |
| DNF | 26 | Daniil Kvjat      | Toro Rosso-Renault   | 46     | Brand               | 8    |        |
| DNF | 8  | Romain Grosjean   | Lotus-Renault        | 18     | Aandrijving         | 14   |        |
| DNF | 19 | Felipe Massa      | Williams-Mercedes    | 0      | Ongeluk             | 3    |        |

## Standen na de Grand Prix

### Coureurs
| Positie | Nummer | Rijder           | Team              | Punten |
| ------- | ------ | ---------------- | ----------------- | ------ |
| 1       | 6      | Nico Rosberg     | Mercedes          | 190    |
| 2       | 44     | Lewis Hamilton   | Mercedes          | 176    |
| 3       | 3      | Daniel Ricciardo | Red Bull-Renault  | 106    |
| 4       | 14     | Fernando Alonso  | Ferrari           | 97     |
| 5       | 77     | Valtteri Bottas  | Williams-Mercedes | 91     |

### Constructeurs
| Positie | Nummers | Team                 | Rijders                           | Punten |
| ------- | ------- | -------------------- | --------------------------------- | ------ |
| 1       | 6 44    | Mercedes             | Nico Rosberg Lewis Hamilton       | 366    |
| 2       | 1 3     | Red Bull-Renault     | Sebastian Vettel Daniel Ricciardo | 188    |
| 3       | 19 77   | Williams-Mercedes    | Felipe Massa Valtteri Bottas      | 121    |
| 4       | 7 14    | Ferrari              | Kimi Räikkönen Fernando Alonso    | 116    |
| 5       | 11 27   | Force India-Mercedes | Sergio Pérez Nico Hülkenberg      | 98     |